# 波尔纳西奥
波尔纳西奥（義大利語：Pornassio），是意大利因佩里亚省的一个市镇。总面积27平方公里，人口608人，人口密度22.5人/平方公里（2009年）。ISTAT代码为008046。